# 都幾川温泉
都幾川温泉（ときがわおんせん）は、埼玉県比企郡ときがわ町（旧国武蔵国）にある温泉。

## 泉質
- 塩化物泉
- アルカリ性単純温泉

アルカリ性単純泉はPH11.3である。飯山温泉や白馬八方温泉（おびなたの湯）と並ぶアルカリ度の高さを誇る。

## 温泉街
一軒宿の「とき川」が存在する。アルカリ性単純泉はここでのみ入浴可能。但し、宿泊の営業はしていない。温泉スタンドも存在し、塩化物泉を提供している。

## 歴史
開湯は1990年。ボーリングにより温泉を掘り当てた。

## アクセス
- 鉄道 : 八高線（JR東日本）明覚駅よりバスで約30分。